# Fidèle Dimou
Pour les articles homonymes, voir Dimou.
Fidèle Dimou est un homme politique congolais né le 21 septembre 1957 dans le district de Mossaka (Cuvette). Il a été ministre des Transports, de l'Aviation civile et de la Marine marchande de 2017 à 2020.
Il fut également préfet du département du Kouilou de 2006 à 2017.

## Biographie
Fidèle Dimou est né le 21 septembre 1957 dans le district de Mossaka (Cuvette). 
Longtemps conseiller des ministres chargés de la Fonction publique, il devient en 1998 lui-même directeur général de la Fonction publique, poste qu'il occupe jusqu'en 2004. Puis de 2004 à 2006, il est à la fois consultant au secrétariat général du gouvernement, ainsi que chef de cabinet du vice-président de la cour constitutionnelle.
En 2006, il est nommé préfet du nouveau département du Kouilou ayant été créé après la scission de l'ancien en 2 départements distincts : Kouilou et Pointe-Noire. Il succède ainsi à Alexandre Honoré Paka, qui devient préfet du département de Pointe-Noire.
Le 22 août 2017, il est nommé ministre des Transports, de l'Aviation civile et de la Marine marchande dans le gouvernement Mouamba II. Il quitte à cette occasion son poste de préfet du Kouilou, où il est remplacé en septembre 2017 par Paul Adam Dibouilou. Le 16 mars 2020, le président Denis Sassou-Nguesso met fin à ses fonctions par décret, et il est remplacé le 20 mars par Ingrid Ebouka-Babackas, déjà ministre du Plan.